# Тимеа Бачински
Тимеа Бачински (на унгарски: Timea Bacsinszky) е професионална тенисистка от Швейцария. Тя има смесен произход-майка ѝ е унгарка, а баща и румънец. Тимеа има още брат и две сестри. Тенис започва да тренира от най-ранна възраст, по настояване на баща си, който е треньор по тенис.
Тимеа Бачински демонстрира много уверена игра на юношеските турнири, в които участва. През 2004 г., добрата и спортна форма я довежда до полуфинален мач на „Откритото първенство на Австралия“, който младата швейцарска тенисистка губи от Шахар Пеер. Първата поява на Тимеа Бачински на турнир от високо международно значение е през 2006 г., когато на „Цюрих Оупън“, швейцарската тенисистка изненадва всички специалисти, побеждавайки последователно Анастасия Мискина и Франческа Скиавоне.
Първата си титла като тийнейджърка тя завоюва през 2003 г. в Рексъм, Великобритания, където побеждава представителката на домакините Карен Патерсън. Първата си титла от престижен международен турнир, Тимеа Бачински печели през 2009 г., когато на турнира в Люксембург побеждава във финалния мач младата немска надежда в тениса Сабине Лисицки с 6:2, 7:5.
На 11.07.2010 г. Тимеа Бачински печели своята първа титла на двойки от турнир, организиран от Женската тенис асоциация (WTA). Тя печели турнира заедно с италианската си партньорка Татяна Гарбин, с която побеждават на финала на турнира в Будапеща Сорана Кърстя и Анабел Медина Гаригес с резултат 6:3, 6:3. На 18.07.2010 г. отново със същата партньорка печели шампионската титла на двойки от турнира в Прага. Във финалната фаза на надпреварата те побеждават Агнеш Саваи и Моника Никулеску с резултат 7:6, 7:5. На 18.10.2010 г. двете печелят титлата на двойки от турнира в белгийския град Торхут. Във финалната среща, надиграват Янина Викмайер и Михаела Крайчек с резултат 6:4, 6:2.
На 24.10.2010, Тимеа Бачински печели шампионската титла на двойки от турнира „Люксембург Оупън“. Във финалната среща, тя си партнира с италианската тенисистка Татяна Гарбин, заедно с която елиминира съпротивата на чешкия тандем Ивета Бенешова и Барбора Захлавова-Стрицова с резултат 6:4 и 6:4.